# Arcturus
Gli Arcturus (originariamente chiamati Mortem) sono una band norvegese formata nel 1987 dai tre musicisti Steinar Sverd Johnsen, Hellhammer e Marius, questi ultimi due conosciuti con i loro pseudonimi.

## Storia degli Arcturus
All'inizio della propria storia come Mortem la band era ancora incentrata su un sound black metal, che mutò al momento del cambio del nome in Arcturus nel 1993.
In quell'anno, infatti, vengono reclutati Samoth (proveniente dagli Emperor) nel ruolo di chitarrista e Kristoffer Rygg (noto con lo pseudonimo Garm con gli Ulver) in quello di cantante al posto di Marius.
La band registra un mini cd dal titolo Constellation che viene pubblicato nel 1994 e nello stesso anno entra Carl August Tidemann per rimpiazzare il chitarrista Samoth e la band registra il proprio debut album Aspera Hiems Symfonia nel 1995. Alla fine del 1996 gli Arcturus iniziano a registrare il nuovo album dal titolo La Masquerade Infernale. Impiegheranno sei mesi e la nuova opera verrà accolta con enorme entusiasmo e sorpresa da pubblico e critica, che la bolleranno da quel momento come un'uscita storica. Nel 1999 esce un album di remix de La Masquerade Infernale contenente l'inedito Deception Genesis.
Nel 2002 pubblicano invece The Sham Mirrors, vero e proprio album che vedrà per l'ultima volta Garm alla voce. Nel 2003 Øyvind Hægeland, cantante degli Spiral Architect, entra nella band per poi lasciarla nel dicembre del 2004 dopo pochi concerti in Europa, con il supporto della band Necroart. Nel 2005 la band recluta I.C.S. Vortex (Dimmu Borgir, Borknagar), che già aveva cantato come guest ne La Masquerade Infernale, e pubblica in questo modo il nuovo album Sideshow Symphonies.
A metà aprile del 2007 sia Hellhammer che ICS Vortex abbandonano la band per dedicarsi interamente ai Dimmu Borgir e, così, i restanti componenti della band decidono di prendersi una pausa, a tempo indeterminato.
Durante l'estate 2009, Hellhammer annuncia quindi in un'intervista al magazine tedesco Sickdrummer Magazine il ritorno sulle scene della band, che poi si verifica senza il ritorno di Garm alla voce ma con il solo ICS Vortex come cantante.
Nel 2011, infatti, il gruppo si riunisce e inizia una serie di concerti che culmineranno con l'uscita del nuovo album nel 2015, dal titolo Arcturian.

## Formazione

### Ultima formazione
- Simen Hestnæs "ICS Vortex" - voce
- Knut Magne Valle - chitarra
- Hugh Stephen James Mingay - basso
- Steinar Sverd Johnsen - tastiere
- Hellhammer - batteria

### Ex componenti
- Kristoffer Rygg (Garm, Trickster G., Garm Wolf, Fiery G. Maelstrom) - voce
- Carl August Tidemann - chitarra
- Tore Moren - chitarra
- Tomas Thormodsæter Haugen (Samoth) - chitarra
- Marius Vold - basso e voce
- Dag F. Gravem - basso
- Øyvind Hægeland - voce

## Discografia

### Album in studio
- 1996 - Aspera Hiems Symfonia
- 1997 - La Masquerade Infernale
- 2002 - The Sham Mirrors
- 2005 - Sideshow Symphonies
- 2015 - Arcturian

### EP
- 1994 - Constellation

### Compilation
- 1999 - Disguised Masters

### Split
- 2000 - True Kings of Norway (con Ancient, Dimmu Borgir, Immortal e Emperor)

### Video
- 2006 - Shipwrecked in Oslo

### Singoli
- 1991 - My Angel